# Blechroneromia toulgoeti
Blechroneromia toulgoeti är en fjärilsart som beskrevs av Pierre E.L. Viette 1976. Blechroneromia toulgoeti ingår i släktet Blechroneromia och familjen mätare. Inga underarter finns listade i Catalogue of Life.